# Tim Giles
Tim Giles (* 3. April 1980 in Eye) ist ein britischer Fusion- und Jazzmusiker (Schlagzeug).

## Leben und Wirken
Giles gewann als Wunderkind mit 12 Jahren den Daily Telegraph Young Composer of the Year Award. Er begleitete bald Jazzmusiker, die seine Heimatregion Suffolk besuchten. Als Teenager trat er bereits international mit den Saxophonisten Iain Ballamy und Stan Sulzmann bei Veranstaltungen wie dem Copenhagen Jazz Festival und dem St. Louis Jazz Festival im Senegal auf. Mit 16 Jahren verließ er die Schule und zog nach London, um Vollzeit-Musiker zu werden.
Giles war während seines Studiums an der Royal Academy of Music Mitglied von Richard Fairhursts Band Hungry Ants, mit der er drei Alben einspielte. 2005 gründete er mit James Allsopp die gemeinsame Gruppe Fraud (zu der noch Stian Westerhus, Philip Hochstrate und Ben Reynolds gehörten); der Durchbruch mit der Band gelang ihnen beim Cheltenham Jazz Festival (vom Jazzwise-Magazin zum besten Gig 2006 gewählt), woraufhin sie ihr gleichnamiges Debütalbum aufnahmen. Dieses wurde bei den BBC Jazz Awards 2007 als „bestes Album“ nominiert und erhielt bei den Ronnie Scott’s Jazz Awards 2007 die Auszeichnung als „best new act“. Im Juli 2008 gewann Fraud den BBC Jazz Award für Innovation. Zu den weiteren Kooperationen mit Allsopp gehörten The Golden Age of Steam (mit Kit Downes), James Allsopp Organ Trio und Allsopp Vosloo Stanley Giles. Weiterhin spielte er mit Allsop im Bandprojekt Scarla O’Horror, mut dem das Album Semiconductor Taxidermy for the Masses (2024) erschien.
Giles trat zudem mit Art Farmer, Charles McPherson, Peter Brötzmann, Ingrid Jensen, Myra Melford und Ben Goldberg auf, aber auch mit Kenny Wheeler, Norma Winstone, Huw Warren und Bobby Wellins. Weiterhin legte er drei Alben mit dem Tori Freestone Trio vor und arbeitete mit Julian Argüelles, Ben Lamdins Nostalgia 77 (The Sleepwalking Society, A Journey Too Far), Jamie Cullum (Interlude), Gregory Porter (Liquid Spirit) und mit Matt Bourne, mit dem er Bands wie Leverton Fox und The Twelves leitete. Giles lehrt als leitender Dozent für Schlagzeug am Leeds College of Music.